# Xantheliodes
Xantheliodes là một chi bướm đêm thuộc họ Geometridae.